# Celulitis (estética)
La celulitis o piel de naranja, término común para referirse a la lipodistrofia ginecoide,  paniculopatía edemato fibro esclerótica o PEFE, lipoesclerosis o dermopaniculosis,  corresponde a la alteración cosmética de la piel de los glúteos y de la cara posterior y lateral de los muslos de la mayoría de las mujeres, producto de una distorsión en la arquitectura del tejido conjuntivo localizado bajo la piel afectada, en conjunto con anormalidades circulatorias e inflamación. La acumulación de tejido adiposo en las zonas afectadas hace más aparente el trastorno.
La celulitis rara vez se presenta en hombres y suele ser producto de una deficiencia de andrógenos como la que ocurre con la castración, el hipogonadismo, el síndrome de Klinefelter o la terapia estrogénica para el tratamiento del cáncer de próstata.

## Epidemiología
Entre el 85 % y el 98 % de las mujeres después de la pubertad presentan algún grado de celulitis, siendo más frecuente en unas etnias que en otras. Parece haber un componente hormonal en su desarrollo; en los hombres es raro encontrar celulitis, y por esto se puede considerar un carácter sexual secundario.  Cabe reseñar las diferencias hormonales entre hombres y mujeres, que propician que se dé la celulitis en un porcentaje mucho mayor que en los hombres. Las mujeres tienen dos hormonas, la progesterona y el estrógeno, que favorecen la acumulación de adiposidades de grasa y la retención de líquidos, dando como resultado la celulitis o piel de naranja [cita requerida]

## Clasificación
Existen distintos grados de celulitis mixta, celulitis blanda, celulitis edematosa o celulitis compacta.

## Fisiopatología
El cuadro de celulitis es el resultado de una alteración de la circulación de la capa grasa (hipodermis): el tejido graso crece y las paredes laterales se engrosan formando hoyuelos.

### Fases evolutivas
Evoluciona en cuatro fases:
- Fase 1. Ectasia circulatoria: venosa, linfática y dilatación de vasos dérmicos. Edema intersticial periadipositario.

Clínicamente: Pesadez de piernas, la zona celulítica se palpa espesa, menos elástica y más fría, comienza a verse a la presión la “piel de naranja”. Pueden aparecer algunas telangiectasias. Esta etapa es reversible.
- Fase 2. Exudativa: La dilatación vascular aumenta, sale suero desde los capilares hacia el tejido subcutáneo. El edema empuja a las fibras conjuntivas y filetes nerviosos. Hay hiperplasia e hipertrofia de fibras reticulares pericapilares y periadipositarias.

Clínicamente: A los síntomas de la fase 1, se agrega dolor a la palpación de la zona celulítica. A la presión aparece la "piel de naranja". Aparecen estrías y várices, tendencia a la obesidad y lipodistrofia localizada. Esta fase también puede ser reversible. Periodo de actividad genital.
- Fase 3. Proliferación fibrosa: Las fibras de dermis e hipodermis sufren una degeneración del colágeno, se forman bloques amorfos que provocan aprisionamiento de los adipocitos llenos de triglicéridos. Se altera el metabolismo celular y se forman "micronódulos".

Clínicamente: “Piel de naranja espontánea”. La piel está fría, seca y con "pocitos". Várices superficiales y profundas. Artropatías dolorosas y lipodistrofia localizada asociada a estrías nacaradas y flacidez. Periodo premenopáusico, se hace difícil la reversibilidad, salvo efectuar un tratamiento exhaustivo y sostenido.
- Fase 4. Fibrosis cicatrizal: La progresiva compresión de vasos y nervios, produce alteración nutricional del tejido conjuntivo, sin alteración real del tejido adiposo que permanece normal en su constitución química. La unión de micronódulos forma el “macronódulo”.

Clínicamente: “Piel acolchonada o capitoné” que se ve a simple vista sin necesidad de presión (nódulos duros e indoloros). Periodo postmenopáusico. Esta fase no puede ser revertida.

## Tratamiento
En el tratamiento anticelulítico se combina la alimentación equilibrada con el ejercicio físico. En la actualidad aún no hay estudios científicos que aseguren la supresión definitiva de la celulitis en los pacientes.
No hay mejor alternativa para prevenirla o mejorarla que los ejercicios físicos de actividad prolongada, pues los de corta actividad tenderán a consumir energía no adiposa del organismo. Es recomendable subir y bajar escaleras, trotar, para ejercitar principalmente las piernas y los glúteos que son las zonas donde suele acumularse la grasa en mayor medida. Procurar mantener un peso adecuado y realizar ejercicio físico es beneficioso para no agravar el efecto (enlace roto disponible en Internet Archive; véase el historial, la primera versión y la última)..
La alimentación que propicia la celulitis suele ser la denominada "comida basura"; también el exceso de harinas, así como la ingestión de bebidas gaseosas (sodas) por su alto contenido de azúcares, que son captadas por la sangre y que después se acumulan en la dermis en forma de grasas. Se recomienda que la alimentación no tenga exceso de grasas, sino más bien verduras y frutas o alimentos acordes al nivel de consumo calórico del individuo.
No está demostrado que beber agua o aplicarse cremas resuelva la presencia de la celulitis. Por el contrario, tratándose de las cremas, sus resultados son controvertidos y si se producen suelen aparecer a largo plazo. Es preciso alertar sobre la mayoría de las cremas anticelulitis y tener cuidado con sus componentes, que suelen ser la ginkgo biloba o el ácido retinoico; algunas de estas sustancias pueden producir una reacción alérgica, dermatitis de contacto y prurito.
Los masajes, aunque sean enérgicos y dolorosos, no garantizan la desaparición de la celulitis. Puede mejorar parcialmente, según la naturaleza del afectado y su estado físico general.
La liposucción, o extracción quirúrgica del exceso de grasa debajo de la piel, no resuelve esta afección. La acumulación de grasa aparecerá inevitablemente si el individuo no cambia sus hábitos y procura alimentarse sanamente y recurrir a los ejercicios físicos. De igual manera, la mesoterapia tampoco garantiza la solución del problema.
La cirugía suele ayudar en mayor medida cuando se produce el corte o desprendimiento epidérmico de la capa grasosa. Este recurso sólo es recomendable cuando la celulitis ha alcanzado niveles alarmantes que afecta la calidad de vida del paciente.
La Terapia con Láser de Baja Frecuencia (LLLT por sus siglas "Low-Level Laser Therapy"), también conocida como Lipoláser, Laserlipólisis o lipolisis con láser, ha sido estudiada y aplicada para la reducción de la celulitis (Así como para la reducción de grasa localizada). La efectividad de ese tipo de tratamientos ha sido certificada incluso por la FDA, sin embargo se debe tener en cuenta que su efectividad se limita a una reducción de la celulitis y no a una eliminación por completo, que es casi imposible de lograr.